# Vladímir Volodenkov
Vladímir Vladímirovich Volodenkov –en ruso, Владимир Владимирович Володенков– (Leningrado, URSS, 25 de abril de 1972) es un deportista ruso que compitió en remo.
Participó en tres Juegos Olímpicos de Verano, entre los años 1996 y 2004, obteniendo una medalla de bronce en Atlanta 1996, en la prueba de ocho con timonel.
Ganó una medalla de bronce en el Campeonato Mundial de Remo de 1999 y una medalla de plata en el Campeonato Europeo de Remo de 2008.

## Palmarés internacional
| Juegos Olímpicos   | Juegos Olímpicos         | Juegos Olímpicos  | Juegos Olímpicos |
| Año                | Lugar                    | Medalla           | Prueba           |
| ------------------ | ------------------------ | ----------------- | ---------------- |
| 1996               | Atlanta (Estados Unidos) | Medalla de bronce | Ocho con timonel |
| Campeonato Mundial |                          |                   |                  |
| Año                | Lugar                    | Medalla           | Prueba           |
| 1999               | St. Catharines (Canadá)  | Medalla de bronce | Ocho con timonel |
| Campeonato Europeo |                          |                   |                  |
| Año                | Lugar                    | Medalla           | Prueba           |
| 2008               | Maratón (Grecia)         | Medalla de plata  | Ocho con timonel |